# Assamlijstergaai
De assamlijstergaai (Trochalopteron chrysopterum; synoniem: Garrulax chrysopterus) is een zangvogel uit de familie Leiothrichidae.

## Verspreiding en leefgebied
Deze soort komt voor in noordoostelijk India, Myanmar en zuidelijk China. Er zijn vijf ondersoorten:
- T. c. chrysopterum: Meghalaya (noordoostelijk India).
- T. c. godwini: zuidelijk Assam, Nagaland en noordelijk Manipur (noordoostelijk India).
- T. c. erythrolaemum: zuidoostelijk Manipur, Mizoram (noordoostelijk India) en westelijk Myanmar.
- T. c. woodi: noordelijk Myanmar en westelijk Yunnan (zuidwestelijk China).
- T. c. ailaoshanense: centraal Yunnan (zuidelijk China).

## Status
De grootte van de populatie is niet gekwantificeerd maar de soort wordt omschreven als algemeen tot zeer algemeen. Op de Rode lijst van de IUCN heeft deze soort de status niet bedreigd.